# Fort Namutoni
Das Fort Namutoni (auch häufig nur Namutoni) ist eine im Südosten des heutigen Etosha-Nationalparks in Namibia gelegene ehemalige Polizei- und Militärstation. Heute ist sie das Besucherzentrum des Nationalparks und ein Übernachtungslager für Besucher. Der Name entspricht dem frei übersetzten „der hohe Ort“ in der Sprache der Ovambo, da sich die Quelle auf einem Kalksteinhügel befindet.
Namutoni wurde wie Okaukuejo 1897 von der damaligen deutschen Kolonialverwaltung in Deutsch-Südwestafrika als Markierung der nördlichen Grenze des deutschen Einflussgebietes und als Kontrollstelle gegen das Vordringen der Rinderpest aus den nördlich gelegenen Ovambogebieten errichtet. 100 Meter von der Quelle entfernt wurde 1901/02  eine befestigte Anlage für das Militär errichtet, deshalb wird es auch Fort Namutoni genannt. Sie bildete das östliche Glied in der Kette mit dem Fort Sesfontein und  Fort Okaukuejo.
Nach Beginn des Herero-Aufstandes im Jahre 1904 wurde die militärische Besatzung des Forts weitgehend abgezogen, um im Süden des Landes den von aufständischen Herero bedrängten Farmern beizustehen. Zurück blieb lediglich eine „Stallwache“ von vier Soldaten und drei Farmern, was man für ausreichend hielt, da die Ovambo nördlich von Namutoni als friedlich galten und sich bisher nicht am Herero-Aufstand beteiligt hatten. Doch gab es Gerüchte, dass die Herero auch die Ovambo in den Aufstand einbeziehen wollten.

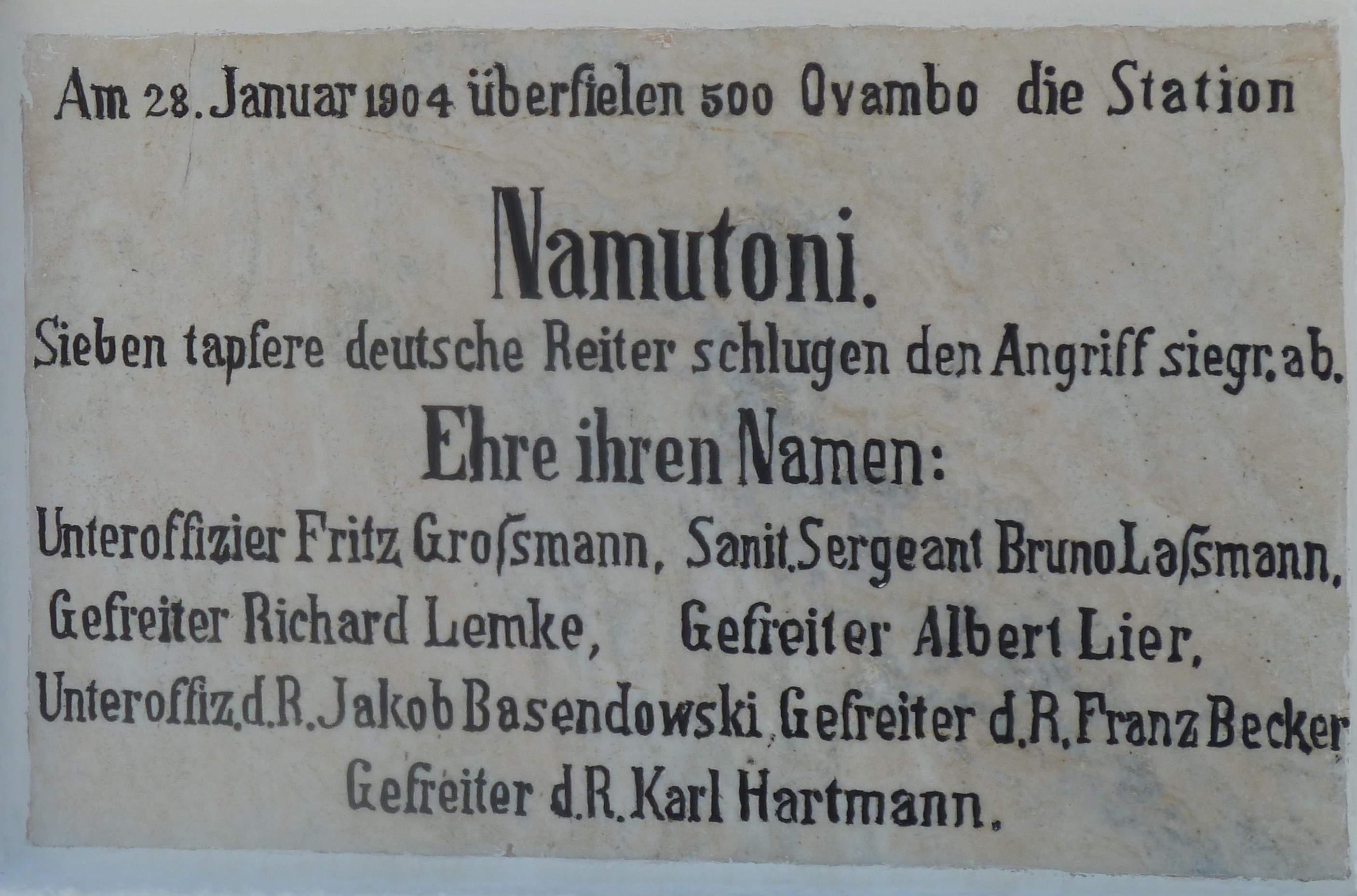
Gedenktafel Fort Namutoni

Boten sollen nach Aussage der finnischen Missionare dringende Aufforderungen der Hereroführer an die Könige und Führer des ihnen verwandten Volkes überbracht haben.

Sollte diese historische Aussage der Überprüfung standhalten, hätte sich jedoch nur der Stamm von Ondonga, der seinen Sitz nördlich der Salzpfanne hatte, als einziger Ovambo-Stamm an dem Aufstand beteiligt.
Die Überraschung in dem nur mit sieben Soldaten kaum besetzten Fort war auf alle Fälle groß, als dieser Stamm am 28. Januar mit 500 gut bewaffneten und ausgerüsteten Kriegern unter Führung von König Nehale lyaMpingana angriff. Es gelang der kleinen Besatzung jedoch, den ersten Ansturm der Ovambo abzuwehren und rund 60 Krieger zu erschießen. Als sich die Ovambo daraufhin vorübergehend zurückzogen, gelang den Verteidigern des Forts im Schutze der Nacht der unbemerkte Ausbruch und die Flucht in das 100 km entfernte Tsumeb. Das nunmehr besatzungslose Fort Namutoni wurde anderntags von den Ovambo gestürmt und weitestgehend zerstört, jedoch von 1905 bis 1907 von der deutschen Schutztruppe wieder aufgebaut. Das Schlachtfeld von Amutuni lyOmanenge, das an die Schlacht von Amutuni erinnert, ist seit 2019 ein Nationaldenkmal.
Neben der historischen Aussage, die Ovambo hätten den Herero Schützenhilfe geleistet, wird als weiterer Grund für diesen Angriff ein nicht unbegründetes Gerücht vermutet, dass die deutsche Kolonialverwaltung die Erschießung aller Ovambo-Rinder erwog, um die weitere Ausbreitung einer dort grassierenden Rinderpest zu stoppen.
Während des Ersten Weltkrieges diente das Fort als Gefangenenlager für britische Soldaten, bis es 1915 an die südafrikanische Armee übergeben werden musste und in der Folgezeit verfiel. Erst mit Gründung des Etosha-Nationalparks bekam das verfallene Fort wieder Bedeutung; es wurde wieder aufgebaut und 1950 zum nationalen Denkmal erklärt, 1957 wurde es zunächst als Stützpunkt der Parkverwaltung und als sehr einfaches, nur in den Wintermonaten geöffnetes Rastlager für Besucher des Nationalparks gestaltet. Das Fort selbst wurde teilweise zum Museum umgestaltet und ist heute offizielles Nationaldenkmal Namibias. Die touristische Infrastruktur wurde nach und nach erweitert und verbessert, so dass ein ganzjähriger Beherbergungsbetrieb ermöglicht wurde.
Seit Mitte der 2010er Jahre wurde das Fort weitestgehend dem Verfall überlassen, im Dezember 2020 kam es nach Protesten zu Aufräumarbeiten.

## Gästebetrieb
Das Fort wurde vom staatlichen Unternehmen Namibia Wildlife Resorts (NWR) seit Mitte der 1960er Jahre als Hotel unter dem Namen Namutoni Resort (ehemals Namutoni (Rest) Camp) betrieben. Das Camp wurde 2011 komplett saniert und auf das Land um das Fort umgesiedelt. Mitte 2014 bis Anfang 2015 wurde dieses erneut renoviert.
Das Fort ist (Stand Mai 2021) nicht mehr zugänglich, wird aber seit dem Jahr 2022 wieder instand gesetzt.